# Барбитуризм
Барбитури́зм — болезненное пристрастие к лекарственным веществам из группы барбитуратов, форма наркомании. Согласно МКБ-10, барбитуризм относится к рубрике «психические и поведенческие расстройства, вызванные употреблением седативных или снотворных средств» (употребление с вредными последствиями или синдром зависимости).

## Признаки интоксикации
Спутанность сознания, неразборчивая речь, зевота, сонливость, нарушение памяти и чувства равновесия, а также снижение мышечных рефлексов. Зачастую зависимые от барбитуратов сочетают их приём с употреблением алкоголя, имеющего схожее действие.

## Синдром отмены
Длительное употребление барбитуратов вызывают сильную физическую зависимость. При резкой отмене возрастает возбудимость нервной системы. В психическом плане это может проявляться в виде депрессивного синдрома, повышенной тревожности, агрессивности, панических атаках, в тяжёлом случае наступает фармакогенный делирий. В неврологическом плане отмена проявляется в возникновении тремора и судорожных припадков, напоминающих таковые при эпилепсии.
Отмена может протекать тяжело и приводить к смерти больного.

## Токсическое влияние на организм
Приём барбитуратов вызывает необратимую гибель нейронов. Нарушается механизм поощрения. Это приводит к умственной и эмоциональной деградации личности.
Также препараты негативно воздействуют на печень (прием может приводить к гепатиту и циррозу).

## Лечение зависимости
Отмена препаратов должна производиться медленно, в течение 1—3 недель, чтобы избежать синдрома отмены. Однако возможен переход на транквилизаторы других групп (бензодиазепины, оксибутират натрия, хлоралгидрат). Симптомы при синдроме отмены как правило весьма тяжелые и длятся от 4 до 7 дней.

## Препараты содержащие барбитураты
- Корвалол
- Валокордин
- Валосердин
- Андипал